# إريك بيل (لاعب كرة قاعدة)
اريك بيل (بالإنجليزية: Eric Bell)‏ هو لاعب كرة قاعدة أمريكي، ولد في 27 أكتوبر 1963 في موديستو في الولايات المتحدة.

## وصلات خارجية
- اريك بيل على موقعبيزبول رفرنس.كوم (الدوري الرئيسي) (الإنجليزية)
- اريك بيل على موقعبيزبول رفرنس.كوم (الدوري الثانوي) (الإنجليزية)
- اريك بيل على موقع مشجعي الرسوم البيانية (الإنجليزية)